# Zulejka Stefanini
Zulejka Stefanini (Split, 6. siječnja 1912. – Zagreb, 27. ožujka 2005.), hrvatska atletičarka. Natjecala se za Kraljevinu Jugoslaviju.
Natjecala se na Olimpijskim igrama 1936. u utrci na 80 metara s preponama. Nastupila je u prednatjecanju.
Bila je članica zagrebačkog Sokola-II i HAŠK-a.